# Smiling Irish Eyes
Smiling Irish Eyes é um filme musical produzido nos Estados Unidos, dirigido por William A. Seiter e lançado em 1929.